# Corneliu Codreanu (fotbalist)
Corneliu Ioan Codreanu (n. 11 februarie 1977, Roman, Neamț) este un jucător de fotbal român care evoluează la clubul FCM Bacău.

## Legături externe
- Profil la Romaniansoccer.ro